# Перисинусоидальное пространство

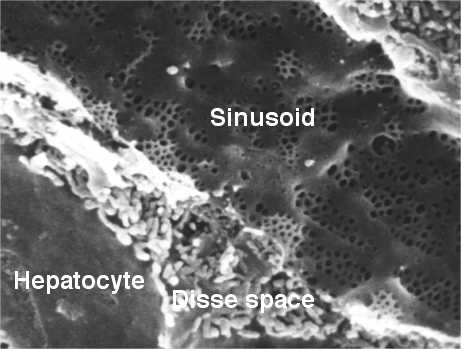
Пространство Диссе (Disse space) расположено между синусоидом (сверху справа) и гепатоцитом (снизу слева)

Перисинусоида́льное простра́нство, «Простра́нство Диссе» или «Вокругсинусо́идное простра́нство» — узкий просвет между стенками синусоидных капилляров и гепатоцитами в печеночной дольке.
Толщина пространства Диссе составляет от 0,2 до 1 мкм. В пространстве Диссе происходит обмен веществ между гепатоцитами и плазмой крови, поступающей из синусоидов. Сторона гепатоцитов, находящаяся в пространстве Диссе, покрыта микроворсинками, увеличивающими площадь их поверхности в 6 раз. В пространстве Диссе располагаются клетки Ито, являющиеся важнейшими участниками фиброгенеза.
Ультраструктурные исследования перисинусоидального пространства в птичьей печени продемонстрировали наличие двух типов внесосудистых клеток – жировой клетки и свободной мезенхимальной клетки, или гистиоцита.